# Mario Rivero
Mario Cataño Restrepo (Envigado, 1935-Bogotá, 13 de abril de 2009) fue un poeta, periodista y crítico de arte colombiano, cantor de tangos en su juventud, cuyo seudónimo era Mario Rivero.
Se le llamó "poeta de lo urbano" por los temas que en torno a la vida de la ciudad, las calles, la desesperanza, la melancolía del suburbio y el lenguaje popular, abordó en un tono directo, conversacional y exento de lirismos. Fundó en compañía de Aurelio Arturo y Fernando Charry Lara la revista de poesía Golpe de Dados, en la que publicó desde 1972 hasta su muerte, sucedida el 11 de abril de 2009. 
Es el padre del director Mauricio Cataño y abuelo del actor y también director Claudio Cataño.

## Obras
- Poemas urbanos (Bogotá, 1963)
- Noticiario (1967)
- Baladas sobre ciertas cosas que no se deben nombrar (1972)
- Y vivo todavía (1973)
- Arte y artistas de Colombia (Crítica, 1972)
- Botero (Crítica, 1973)
- Rayo (Crítica, 1975)
- Baladas (Antología, 1980)
- Manzur (Crítica, 1983)
- Mis asuntos (1984)
- Los poemas del invierno (1985)
- Vuelvo a las calles (1986)
- Del amor y su huella (1992)
- Los poemas del invierno (1996)
- Qué corazón (1998)
- Porque soy un poeta (Entrevista, 2000)
- La elegía de las voces (2002)
- Balada de la gran señora (2004)
- La Luna y Nueva York

## Premios
- Premio nacional de poesía Eduardo Cote Lamus, 1972
- Premio nacional de poesía José Asunción Silva, 2001

También recibió varios homenajes y condecoraciones por parte de algunas instituciones literarias del país y del exterior. Estuvo siempre vinculado a la Casa de Poesía Silva de Bogotá. La crítica reconoce en él una de las voces decisivas en la poesía colombiana de finales del siglo XX.